# ロー・レビュー
ロー・レビュー（Law Review）とは、ロースクール（法科大学院）又はその関連団体が校名を冠して発行する法学雑誌のことである。アメリカのロースクールで主に発達した。学生が主体となって編集されることに特徴があり、編集委員に選ばれることは法曹として高い栄誉であるとされる。
アメリカ合衆国大統領のバラク・オバマがハーバード・ロー・レビューの黒人初の編集委員長であったことから、国内でも知られるようになった。2017年3月には史上初めての黒人女性の編集長が誕生した。

## アメリカにおけるロー・レビュー
ロー・レビュー（学校やロー・レビューの種類によっては、「ロー・ジャーナル（Law Journal）」と称する場合もある。）は、前記のとおり学生が主体となって編集される特徴があるが、そこに論文等を投稿するのは、大学教授等の研究者、法律実務家（弁護士、裁判官、検察官等）、ロースクールの学生など多岐にわたる。１つのロースクールに複数のローレビューがあることも珍しくなく、それぞれについて編集委員が個別に存在する（例えば、ハーバード・ロー・スクールについていえば、ハーバード・ロー・レビューの他に、ハーバード・ジャーナル・オブ・ロー・アンド・テクノロジー、ハーバード・シビルライツ・シビルリバティーズ・ローレビューなど、１０以上のロー・レビューが存在する）。一般的には、当該ロースクールの名前のみを冠したロー・レビュー（ハーバード・ロースクールでは、ハーバード・ロー・レビュー）に最も権威があることが多い。
ロー・レビューは、学生が主体となって編集されるものではあるが、権威のある法学文献の一つとされており、各種の学術論文に引用されるのはもちろん、裁判所の判決に引用されることも珍しくない。
ワシントン・アンド・リー大学ロースクールによって、ロー・レビューの引用数、影響力などを数値化したランキングが発表されており、2005年から2012年までのランキング上位１０誌は以下のとおりとなっている。
- ハーバード・ロー・レビュー（Harvard Law Review）
- コロンビア・ロー・レビュー（Columbia Law Review）
- イェール・ロー・ジャーナル（Yale Law Journal）
- スタンフォード・ロー・レビュー（Stanford Law Review）
- ジョージタウン・ロー・ジャーナル（The Georgetown Law Journal）
- ミシガン・ロー・レビュー（Michigan Law Review）
- UCLA・ロー・レビュー（UCLA Law Review）
- ペンシルベニア大学・ロー・レビュー（University of Pennsylvania Law Review）
- テキサス・ロー・レビュー（Texas Law Review）
- バージニア・ロー・レビュー（Virginia Law Review）

## 日本におけるロー・レビュー
日本では学生が主体とならない場合にも、ロースクールの紀要という意味でロー・レビューと呼称することがあり、その例としては慶應義塾大学や中央大学などが挙げられる。一方、学生主体型で本来のロー・レビューの意味に近いものとしては、東京大学のものなどがある。
国内で正式名称にローレビューの語を含む雑誌には以下のようなものがある。
- 一橋ローレビュー (Hitotsubashi Law Review)
- 名古屋ロー・レビュー
- 明治学院大学法科大学院ローレビュー
- 東京大学法科大学院ローレビュー（University of Tokyo Law Review）